# Paula
A Paula a Pál férfinév női párja.

## Rokon nevek
- Pauletta:[1] a Paula kicsinyítő továbbképzése.[2]
- Paulin:[1] a Paula francia alakváltozatából származik.[2]
- Paulina:[1] a Paula több nyelvben létező továbbképzése.[2]
- Polett:[1] a Paula francia kicsinyítőképzős származékának (Paulette) magyar helyesírású változata.[3]

Pólika, Polla

## Gyakorisága
Az 1990-es években a Paula, Pauletta, Paulina, Paulin és a Polett egyaránt szórványos nevek, a 2000-es években nem szerepelnek a 100 leggyakoribb női név között.

## Névnapok
Paula, Pauletta, Paulin
- január 26.[2]
- február 20.[2]
- június 11.[2]

Paulina
- február 20.
- március 14.
- június 1.
- június 22.

Polett
- február 20.

## Híres Paulák, Pauletták, Paulinok, Paulinák és Polettek
- Horthy Paulette Horthy Miklós kormányzó és Purgly Magdolna gyermeke
- Marosi Paula olimpiai bajnok vívó
- Oravecz Paula író
- Paola Pitagora olasz színésznő
- Paola Suárez argentin teniszezőnő
- Paula belga királyné
- Paula, szereplő a Mézga családból
- Paula Abdul énekesnő
- Paula Grogger osztrák írónő, költőnő
- Paula Wright festő, fotóművész
- Paulette Goddard amerikai színésznő (Oscar-jelölt)
- Paulette Guinchard-Kunstler francia politikus
- Paulette Braxton amerikai filmszínésznő
- Soós Paula matematikatanár
- Takács Paula operaénekes